# Erysichton lineata
Erysichton lineata (Synonym: Lycaena lineata) ist eine Schmetterlingsart aus der Familie der Bläulinge (Lycaenidae). Seit der Aufstellung der Gattung Jameela durch Grund & Eastwood im Jahr 2010 umfasst die Gattung Erysichton nur noch diese Art. 

## Merkmale
Auf den Vorderflügeln sind die beiden Flügeladern 11 und 12 wie auch bei der Gattung Nacaduba miteinander verbunden. Die Oberseiten der Flügel sind blaugrau und haben weiße Härchen. Die Unterseiten sind einfärbig braun und mit einer blassen Musterung versehen. Bei der ähnlichen Art Jameela palmyra sind die Unterseiten rötlich mit einem weißlichen Submarginalbereich, bei Jameela albiplaga ist eine breite, weiße Diskal- und Postdiskalbinde ausgebildet. Von Jameela palmyra kann Erysichton lineata außerdem durch die ungepunkteten Fransen und die blassere Graufärbung der Männchen unterschieden werden. Außerdem hat Erysichton lineata paddelförmige Duftschuppen, die an beiden Enden ähnlich wie bei Petrelaea dana lamellenartig auslaufen.
Von der Gattung Jameela unterscheidet sich Erysichton lineata außerdem durch die nicht so stark gefleckten Termen (Flügelkanten distal vom Körper) der Flügeloberseiten; die bei Jameela weniger stark gekrümmte Flügelader CuA1 der Vorderflügel; den Tornus der männlichen Vorderflügel, der bei Erysichton lineata eher abgerundet ist, wohingegen er bei Jameela eckig ist, und die Schwänzchen am Tornus der Hinterflügel, die bei Jameela zumindest teilweise entwickelt sind.
Bei den Männchen sind die Genitalien deutlich länger als bei Jameela. Das Vinculum ist bei Jameela seitlich betrachtet nahezu gerade, bei Erysichton lineata ist es stark gekrümmt. Es ist außerdem bei Jameela sehr schmal und weniger als halb so breit wie das von Erysichton lineata. Die Valven sind doppelt so lang wie die bei Jameela und tragen statt einem zwei Fortsätze. Der Sinus ist deutlich schmäler und die Socii sind kräftiger. Außerdem ist das Coecum bei Erysichton lineata nicht knollig, der Ductus seminalis tritt deutlich an der linken Dorsalseite in den Aedeagus ein und die Juxta ist weniger kräftig. Auch die Facettenaugen unterscheiden sich: bei Jameela ist die REP (reflective eye pattern) weiß pigmentiert (Typ III), wohingegen sie bei Erysichton lineata schwarz und unpigmentiert (Typ I) ist.

## Vorkommen und Lebensweise
Die Art ist von den Molukken bis Neuguinea, auf dem Bismarck-Archipel sowie auf den Salomonen und im Nordosten Australiens verbreitet. Sie kommt mit den Arten der Gattung Jameela sympatrisch vor.
Die Raupen ernähren sich von den Blättern großblättriger Regenwaldbäume aus den Familien der Raublattgewächse (Boraginaceae), Myrtengewächse (Myrtaceae), Silberbaumgewächse (Proteaceae) und Seifenbaumgewächse (Sapindaceae).

## Taxonomie und Systematik
Im Jahr 2010 wurden zwei Arten aus der Gattung Erysichton auf Grund einer Untersuchung durch Grund & Eastwood in die neu aufgestellte Gattung Jameela verschoben, wodurch Erysichton nunmehr nur noch die Typusart Erysichton lineata umfasst und damit monotypisch ist.
Erysichton lineata werden folgende Unterarten zugerechnet:
- Erysichton lineata lineata (Murray, 1874)
- Erysichton lineata cythora (Fruhstorfer, 1916)
- Erysichton lineata meiranganus (Röber, 1886)
- Erysichton lineata insularis Tite, 1963
- Erysichton lineata uluensis (Ribbe, 1899)
- Erysichton lineata vincula (Druce, 1891)

## Belege